# Romain Gary
Romain Gary, egentligen Romain Kacew, ursprungligen Roman Kacew, född 21 maj (8 maj enl. g.s.) 1914 i Wilno (nuvarande Vilnius) i västra Kejsardömet Ryssland (i nuvarande Litauen), död 2 december 1980 i Paris (självmord), var en fransk författare, diplomat och filmregissör. Han var 1944-1961 gift med romanförfattaren Lesley Blanch. 1963–1970 var han gift med skådespelaren Jean Seberg, och de fick tillsammans sonen Alexandre Diego Gary. Han skrev även böcker under pseudonymen Émile Ajar.

## Biografi
Gary var son till pälshandlaren Arie Leib Kacew och hans hustru Mina. Hans far övergav dock sin fru och son för en annan kvinna. Gary brukade påstå att hans egentliga far var någon annan, exempelvis en rysk filmidol. 
År 1928 flyttade Mina Kacew och hennes son till Frankrike, där modern försörjde dem som pensionatsföreståndare i Nice. Hon hade stora drömmar för sin son, till exempel att han skulle bli en berömd författare och kvinnotjusare och sonen infriade dessa drömmar. I  den självbiografiska romanen Löfte i gryningen (på svenska 1962) berättar han om en kärleksaffär med den svenska studentskan Birgitta, och hur han 1938 hamnar på Björkö i Roslagen. Som 19-åring fick han sina första noveller publicerade i en fransk tidning. Han avlade också juridisk examen. När Frankrike ockuperades av Tyskland gick han in i motståndsrörelsen och blev pilot. Vid krigsslutet dekorerades han med Legion d'Honneur för sina luftstridsinsatser i Nordafrika. Skildringar från kriget finns bland annat i Löfte i gryningen. Efter kriget blev han diplomat och var bland annat generalkonsul i Los Angeles 1956–60.
Han är den ende som tilldelats det prestigefyllda franska litteraturpriset Prix Goncourt två gånger (det är egentligen inte tillåtet). 1956 fick han priset för Himlens rötter och 1975 för Med livet framför sig under pseudonymen Émile Ajar. När det föreslogs att Gary kanske var mannen bakom denna pseudonym, sades det att det inte kan stämma; Gary var inte kapabel till sådana storverk.
I sin bok Émile Ajars liv och död skriver Gary: ”Jag ville börja om på nytt, leva om mitt liv; att vara en annan var mitt livs stora frestelse. Jag var trött på mig själv.” Alltså beslöt han sig för att ge ut den komiska berättelsen Gros Câlin under pseudonym. En vän till honom skickade manuset från Brasilien till det förnäma förlaget Gallimard. De gav inte ut boken men rekommenderade det till ett annat förlag. Romanen blev en succé, både kritiker- och försäljningsmässigt. Alla spekulerade vem den okände Émile Ajar var. Gary skrev ”Man kan föreställa sig min oerhörda glädje. Den ljuvaste jag erfarit i hela mitt författarliv. … Jag fick som åskådare bevittna mitt andra liv.”
Efter att Émile Ajar vunnit Goncourtpriset uppdagades hemligheten. ”Då upphörde den mytologiska gestalt, som jag varit så angelägen om, att existera.”

### Som Romain Gary
- Éducation européenne (1945, "Europeisk uppfostran", översättning Karin Alin, Tiden, 1946)
- Le grand vestiaire (1949, "Vanderputte och jag", översättning Svenning Lodquist, Norlin, 1949)
- Les racines du ciel (1956, "Himlens rötter", översättning Gun R. och Nils A. Bengtsson, Bonnier, 1957)
- La promesse de l'aube (1960, "Löfte i gryningen", översättning Gun R. och Nils A. Bengtsson, Bonnier, 1962)
- Lady L (1963, "Lady L", översättning Birgitta Hammar, Bonnier, 1959)
- The ski bum (1965, "Skidfantasten", översättning Gun R. och Nils A. Bengtsson, Bonnier, 1966)
- Le mangeur d'etoiles (1966, "Talangscouten", översättning Gun R. och Nils A. Bengtsson, Bonnier, 1963)
- Les cerfs-volants (1980, "Pappersdrakar", översättning Katja Waldén, Bromberg, 1981)
- Vie et mort d'Émile Ajar (1981, postumt, "Émile Ajars liv och död", översättning Katja Waldén, Bromberg, 1981)

### Under pseudonymen Émile Ajar
- La vie devant soi (1975, "Med livet framför sej", översättning Bengt Söderbergh, Norstedt, 1977)
- L'angoisse du roi Salomon (1979, "Kung Salomos ångest", översättning Malou Höjer, Norstedt, 1980)
- Gros-Câlin (1974 & 2012, "Storkram"[12], översättning, förord och efterskrift Roger Fjellström, OrdStröm, 2018)

## Filmografi (urval)
- 1971 – Kill! (manus och regi)
- 1962 – Den längsta dagen (manus)
- 1958 – Himlens rötter (manus)